# Мост Горица
Мост Горица (алб. Ura e Goricës) је мост у граду Берату у Албанији. Премошћује ријеку Осум.

## Историја
Мост је један од најстаријих и најпознатијих османлијских мостова у Албанији. Назив је словенски, по оближњем насељу Горица (које је у подножју горе) и веже то насеље са другим дијелом Берата (град се раније звао Београд). Мост је прво изграђен од дрвета 1780. године, а 1920.-их је изграђен од камена. Дуг је 129 метара, широк 5,3 метара, а висина изнад површине воде му је око 10 метара. Реновиран је 2015. године. По локалној легенди, стари дрвени мост је имао лагум у којем је била затворена дјевојка која је жртвована за благостање моста. То је стари пагански обичај жртвовања људи при градњи неких грађевина. Слично предање се спомиње и у пјесми Зидање Скадра на Бојани.

## Галерија
- Мост Горица, 1830. године
- Поглед на мост и насеље Горицу, по којем је мост добио име
- Поглед на мост и насеље Горицу
- Мост Горица у Берату
- Мост у љетном периоду када ријека пресуши